# Chemtrails over the Country Club (canção)
"Chemtrails over the Country Club" é uma canção da cantora norte-americana Lana Del Rey, gravada para seu sétimo álbum de estúdio homônimo. Foi composta e produzida por Del Rey com Jack Antonoff. Foi lançada pela Interscope Records e Polydor Records em 11 de janeiro de 2021 como segundo single do álbum.

## Antecedentes
"Chemtrails Over the Country Club" foi revelada pela primeira vez como uma possível faixa em um vídeo postado no Instagram, onde Del Rey fez menção do título de seu próximo álbum, em seguida, pensou ser chamado de White Hot Forever. Em 22 de dezembro, Del Rey anunciou que o single seria lançado em 11 de janeiro, juntamente com seu videoclipe e a pré-venda do álbum.

## Videoclipe
Em 1 de setembro de 2020, Del Rey postou em suas redes sociai um vídeo nos bastidores do videoclipe. Foi filmado e dirigido por BRTHR e lançado em 11 de janeiro de 2021.

## Históricos de lançamentos
| Região | Data                  | Formato(s)                 | Gravadora(s)       | Ref.  |
| ------ | --------------------- | -------------------------- | ------------------ | ----- |
| Várias | 11 de janeiro de 2021 | Download digital streaming | Interscope Polydor | [ 9 ] |